# 티허니

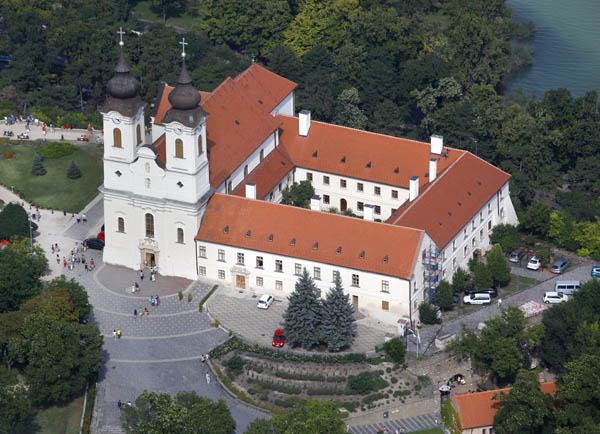
티허니 수도원

티허니(헝가리어: Tihany)는 헝가리 베스프렘 주에 위치한 마을로 면적은 27.33km2, 인구는 1,438명(2004년 기준), 인구 밀도는 52.61명/km2이다. 벌러톤호 북안과 접하고 있는 티허니 반도에 위치한다.

시기
시 문장